# حفل توديع العزوبية (فلم)
حفل توديع العزوبية (بالإنجليزية: Bachelor Party) هو فيلم كوميديا جنسية أمريكي إنتاج عام 1984، الفيلم من إخراج نيل إسرائيل وبطولة توم هانكس، ويليام تيبر وتاوني كيتان.عرض الفيلم في 29 يونيو 1984.

## روابط خارجية
مقالات تستعمل روابط فنية بلا صلة مع ويكي بيانات